# Jan Marian Czerwiński
Jan Marian Czerwiński (ur. 11 lipca 1878 w Janowie Podlaskim, zm. 29 września 1962 w Lublinie) – inżynier technolog, senator III kadencji w II RP, dyrektor wielu kluczowych fabryk II RP, działacz społeczny, radca Izby Przemysłowo-Handlowej w Lublinie w 1935 roku. 
Odznaczony dwukrotnie Złotym Krzyżem Zasługi (1938, 1949).

## Lata szkolne
Syn Piotra Tadeusza (1844–1902) inżyniera budowlanego (m.in. w Siedlcach) i uczestnika powstania styczniowego oraz Marii Vernier (1842–1912) córki francuskiego ogrodnika-botanika Czartoryskich pracującego w Puławach.
Po ukończeniu liceum filologicznego w Siedlcach w 1897, gdzie od pierwszej klasy zaprzyjaźnił się z Antonim Ponikowskim przez rok studiował na Wydziale Matematycznym uniwersytetu w Petersburgu. W 1898 przeniósł się na Wydział Mechaniczny otworzonego Warszawskiego Instytutu Politechnicznego im. cara Mikołaja II. Tam też 8 kwietnia 1904 uzyskał dyplom inżyniera technologa. W czasie studiów razem z Ponikowskim należał do tajnego „Zjednoczenia” studentów. Odbywał też praktyki studenckie w Akcyjnym Towarzystwie Zakładów Kotlarskich i Mechanicznych W. Fitznera i K. Gempera w Sielcach (pod Sosnowcem) w 1900 oraz na Kolei Zabajkalskiej w 1901.

## Od ukończenia studiów do odzyskania niepodległości
W 1905 Jan Czerwiński znalazł się na miesiąc w więzieniu carskim za współorganizowanie strajków szkolnych. Zaraz po tym przeniósł się do Ostrowca Świętokrzyskiego, gdzie znalazł zatrudnienie w tamtejszych Zakładach Hutniczych jako inżynier konstruktor (1905–1907). Tam też rozpoczął swoją działalność społeczną, organizując dla pracowników zakładów i mieszkańców świetlicę, i prowadził wykłady dokształcające.
W 1907 Jan Czerwiński przeprowadził się do Warszawy, gdzie zaczął pracę w Biurze Technicznym i Urządzeń Elektrycznych Jerzego Hosera (do 1910), a następnie do 1914 kierował Oddziałem Instalacyjnym w Towarzystwie Elektryczności w Warszawie Spółka Akcyjna. Oddział kierowany przez Jana Czerwińskiego prowadził elektryfikację Warszawy. Od 1908 był członkiem Stowarzyszenia Techników, redagował dwutygodniki Mechanik, cztery wydania Polskiego kalendarza technicznego. W czasie swojego pobytu w Warszawie kontynuował organizowanie wykładów i odczytów dla robotników.
Od 1 lipca 1914 Jan Czerwiński objął stanowisko dyrektora technicznego w fabryce maszyn i urządzeń wiertniczych w Jekaterynodarze należącej do Russian Cuban Industrian produkującej także po wybuchu wojny amunicję dla wojska. Rewolucja 1917 miała w obwodzie Krasnojarskim bardzo gwałtowny przebieg. Dyrektor zakładów N. Rokkel, w których pracował Jan Czerwiński został zamordowany w marcu 1918 Jan Czerwiński pozostał na swoim stanowisku prawdopodobnie ze względu na swoje podejście do robotników.

## II RP

### Praca zawodowa
W styczniu 1919 Jan Czerwiński wraz z rodziną powrócił do Polski. Po skontaktowaniu się z dyrektorami „Cuban Oil” został zaangażowany na stanowisku dyrektora fabryki maszyn wiertniczych Galicyjsko-Karpackiego Towarzystwa Naftowego w Glinniku Mariampolskim. Pracował tam do 1925.
Od stycznia 1926 Jan Czerwiński objął stanowisko dyrektora naczelnego Podlaskiej Wytwórni Samolotów w Białej Podlaskiej. Stanowisko objął po Witoldzie Rumbowiczu. Jan Czerwiński był dyrektorem PWS do 1932. W okresie tym w wytwórni wyprodukowano około 150 samolotów rozpoznawczych Potez 25, 50 myśliwskich Avia BH-33, 80 myśliwskich PWS-10, 72 szkolnych BM-4h oraz wiele prototypów. W latach wielkiego kryzysu 1932–1933 Podlaska Wytwórnia Samolotów popadła w trudności finansowe i jej akcje zostały wykupione przez Skarb Państwa.
W 1933 w szczycie kryzysu Jan Czerwiński pozostawał przez ponad rok bez pracy. Rodzina utrzymywała się z diety senackiej. W tym samym roku w poszukiwaniu pracy przeniósł się do Lublina, gdzie po zakończeniu kadencji senatu w 1935 rozpoczął prace nad elektryfikacją Lubelszczyzny.
Gdy w 1936 w Lublinie powstał Lubelski Międzykomunalny Związek Elektryfikacyjny – LUBZEL – Jan Czerwiński został jego dyrektorem. Pod jego kierownictwem zelektryfikowano 36 miejscowości i osiedli i przeprowadzono ponad 320 km linii energetycznych.

### Służba publiczna
W 1930 Jan Czerwiński startował w wyborach do Senatu RP III kadencji. Został wybrany z listy nr 1, woj. lubelskie z listy BBWR. W Senacie kierował grupą komisji gospodarczych. W kolejnej kadencji Senatu pełnił funkcję zastępcy senatora w województwie lubelskim.

## II wojna światowa
Po wkroczeniu Niemców do Lublina we wrześniu 1939 Jan Czerwiński został odwołany ze stanowiska dyrektora LUBZEL-u, jednak pozostał w firmie i dalej prowadził prace elektryfikacyjne. W LUBZEL-u pracował do końca okupacji niemieckiej.
Przez całą II wojnę światową Jan Czerwiński z rodziną mieszkał przy ul. Czeskiej 6 w dzielnicy Dziesiąta. W jego mieszkaniu znajdował się punkt kontaktowy AK. Starsze dzieci córka Maria Krystyna oraz syn Tadeusz zginęli w powstaniu warszawskim.
Młodsze dzieci Magdalena (po mężu Krawczyk) oraz Wojciech działały w „Szarych Szeregach”.

## PRL
Po wkroczeniu Sowietów do Lublina w 1944 Jan Czerwiński powrócił na stanowisko dyrektora w LUBZEL-u. Główny nacisk kładąc na elektryfikację wsi. Po utworzeniu Zjednoczenia Energetycznego Okręgu Lubelskiego pełnił dalej funkcję dyrektora naczelnego, aż do stycznia 1950. Wkrótce został usunięty z energetyki jako człowiek niepewny ideowo oraz ze względu na swoją przeszłość przedwojenną oraz kontakty z Armią Krajową.
Po odejściu z Zakładu Energetycznego przez resztę życia pracował w Wojewódzkim Zjednoczeniu Przedsiębiorstw Państwowych Przemysłu Terenowego, pełnił funkcję starszego inż. w pracowni dokumentacji technicznej, opracowując założenia i projekty budowy i rozbudowy obiektów przemysłowych w województwie lubelskim.
Pracował prawie do samej śmierci w dniu 29 września 1962 roku. Został pochowany na cmentarzu przy ul. Lipowej w Lublinie.